# I bitwa pod Breitenfeld

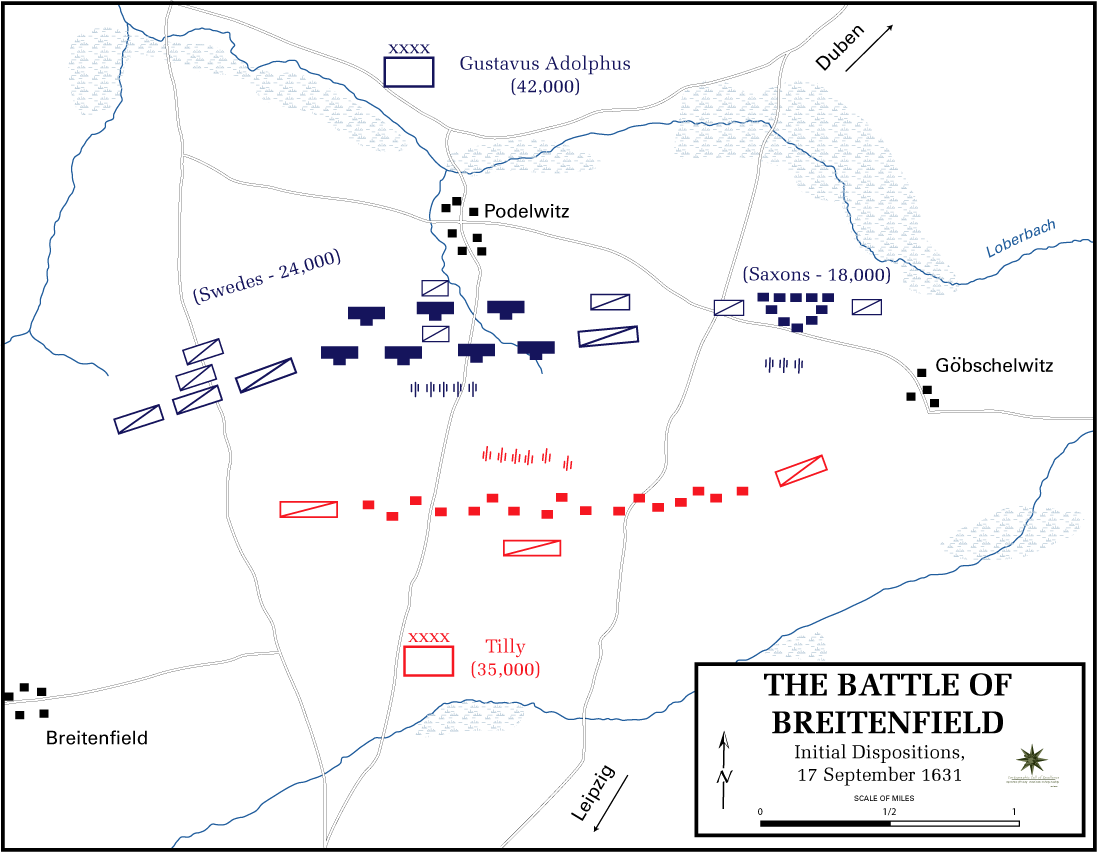
Bitwa pod Breitenfeld – Uszykowanie obu armii przed bitwą

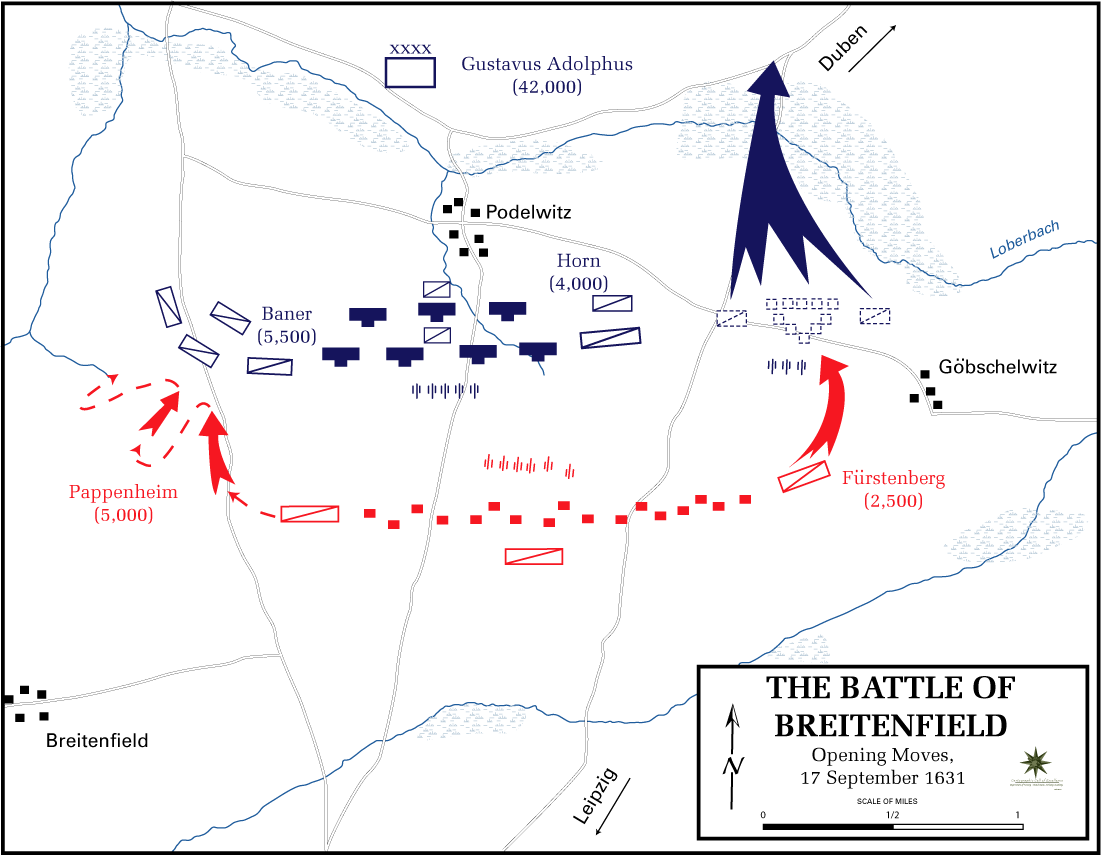
Bitwa pod Breitenfeld – Pierwsze posunięcia

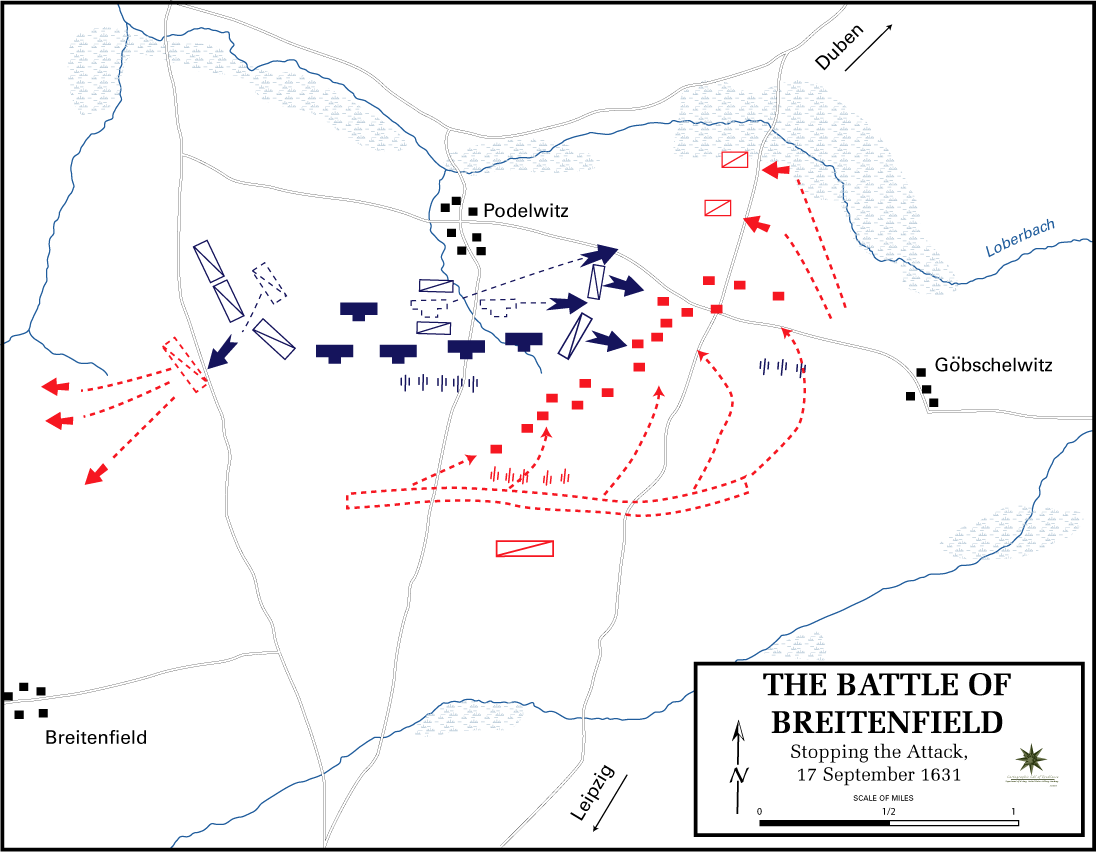
Bitwa pod Breitenfeld – Powstrzymanie ataku

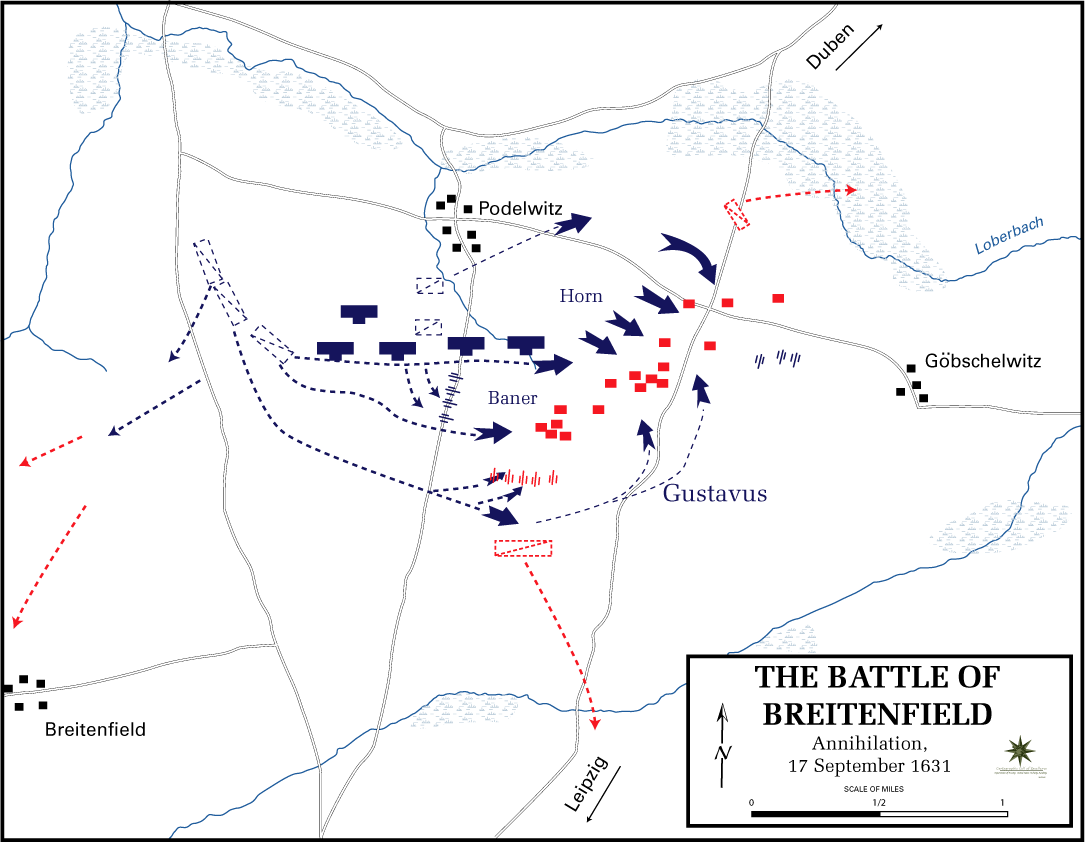
Bitwa pod Breitenfeld – Klęska armii Tilly'ego

Bitwa pod Breitenfeld – starcie zbrojne między wojskami katolickimi a wojskami protestanckimi mające miejsce 17 września 1631 roku w trakcie wojny trzydziestoletniej.

## Tło historyczne
W 1618 roku wybuchła w Niemczech wojna zwana trzydziestoletnią, która początkowo była konfliktem religijnym pomiędzy katolikami i protestantami. Niemcy w tym czasie podzielone były na księstwa. Protestanccy książęta w walce z Imperium Habsburgów uzyskali pomoc ze strony króla Danii Chrystiana IV w 1624 roku, a następnie ze strony króla szwedzkiego Gustawa Adolfa w roku 1630.  Gustaw na czele 30-tysięcznej, zdyscyplinowanej, świetnie uzbrojonej armii, wylądował w tym samym roku w północnych Niemczech. W skład armii oprócz Szwedów wchodziły także najemne oddziały ze Szkocji i Niemiec. Po stronie przeciwnej było 40 000 żołnierzy dowodzonych przez Johana von Tilly, orędownika Ligi Katolickiej. 20 maja 1631 r. żołnierze Ligi Katolickiej splądrowali i zrównali z ziemią Magdeburg, w czasie dokonanej rzezi zamordowano 20 000 mieszkańców, dopuszczono się też gwałtów na kobietach. Masakra wstrząsnęła i zszokowała rozmiarem zniszczeń całe Niemcy. Elektor saski pod wpływem tego zdarzenia przepuścił wojska Gustawa Adolfa przez swoje ziemie w kierunku Lipska, któremu zagrażał Johan von Tilly. Do wojsk Gustawa Adolfa dołączyły oddziały saskie, które napotkały Szwedów w miejscowości Duben. Po połączeniu oddziałów siły króla szwedzkiego liczyły 44 000 ludzi.

## Przed bitwą
Rankiem 17 września 1631 r. obie strony stanęły naprzeciw siebie w pobliżu Breitenfeld. Tilly dowodzący wojskami katolickimi (w tym 30 000 piechoty i 10 000 jazdy) ustawił własne formacje w poprzek wzniesienia w typowej formacji hiszpańskiej. Lewym skrzydłem dowodził Pappenheim a prawym Fürstenburg. Natomiast stan wojsk protestanckich (26 000 Szwedów, Finów i Szkotów oraz 18 000 Sasów) dowodzonych przez Gustawa Adolfa przedstawiał się następująco: centrum szwedzkie stanowiło sześć brygad piechoty wspieranych pułkiem kawalerii, a dodatkowe brygady piechoty i pułk kawalerii stanęły w rezerwie. Na prawym skrzydle ustawione zostało 6 pułków kawalerii wspartych plutonami muszkieterów oraz w odwodzie cztery szwadrony i jeden pułk kawalerii. Lewą stronę stanowiły 3 pułki kawalerii, dwa plutony muszkieterów oraz wysunięty do przodu kontyngent saski. Lewym skrzydłem dowodził gen. Gustav Horn, prawym gen. Johan Banér.

## Bitwa
Przygotowania obu stron do walki trwały do południa. Bitwa rozpoczęła się po dwugodzinny wzajemnym ostrzale artyleryjskim. Straty zadawane przez artylerię szwedzką, spowodowały, że lewe skrzydło dowodzone przez Gottfrieda Pappenheima ruszyło do ataku. Rozkaz do ataku został wymuszony przez żołnierzy. Wojska katolickie w sile 5000 ludzi siedmiokrotnie wykonywały karakol, jednak atak zakończył się niepowodzeniem. Wprowadzenie do walki przez gen. Banera szwedzkich odwodów, spowodowało, że wojska katolickie lewego skrzydła poniosły dotkliwe straty i zmuszone zostały do wycofania. Odwrót zakończył się bezładną ucieczką w kierunku Lipska. Inaczej, przedstawiała się sytuacja na prawym skrzydle, gdzie kawaleria katolicka natarła na Sasów, zmuszając ich do odwrotu. Sasi uciekając odsłonili lewe skrzydło Szwedów. W tym momencie Tilly nakazał swojej piechocie atak na flankę przeciwnika. Jednak manewr oskrzydlający nie powiódł się i piechota Tilly'ego poniosła wielkie straty. Pułki Gustawa Adolfa celnym ogniem muszkietów zatrzymały atak przeciwnika. Tymczasem na lewym skrzydle uciekający Sasi splądrowali obóz swoich szwedzkich sojuszników. Po przegnaniu Sasów kawaleria Tilly'ego dostała rozkaz uderzenia na Szwedów z tyłu. Atak nie powiódł się, podobnie jak natarcie piechoty, odrzuconej celnym ogniem artylerii i muszkietów szwedzkich. Uciekającego przeciwnika ścigała kawaleria prowadzona przez Gustawa Adolfa. Strona katolicka poniosła dotkliwe straty a od zupełnej klęski uchronił ją zapadający zmrok. Ranny Johan von Tilly uciekł do Halle. Szwedzi zwycięstwo osiągnęli przede wszystkim przy pomocy piechoty ustawionej w dwie linie oraz zdolności manewrowej swoich oddziałów.
Strona katolicka straciła 7000 zabitych i 6000 rannych lub wziętych do niewoli. W ręce zwycięskich Szwedów dostała się też cała artyleria, tabory i 90 sztandarów pułkowych. Straty szwedzkie natomiast wynosiły mniej niż 2000 zabitych, zaś saskie 2 000.
W wyniku ran odniesionych w bitwie 19 września 1631 zmarł Adolf, książę Holsztynu, jeden z dowodzących wojsk cesarskich.

## Konsekwencje
Zwycięstwo Szwedów pod Breitenfeld zmieniło układ sił w wojnie trzydziestoletniej. Historyk protestantyzmu uznał, że zwycięstwo to ochroniło protestancką Europę od: groźby władzy jezuitów. Sukces Gustawa Adolfa przyczynił się do znacznego wzrostu siły i prestiżu Szwecji, czyniąc z niej jedną z wiodących potęg europejskich w ciągu następnych pięćdziesięciu lat. Rok po bitwie Gustaw poprowadził swoje oddziały do kolejnego zwycięstwa w bitwie pod Lützen, w której jednak sam poległ. Późniejsza klęska wojsk szwedzkich w bitwie pod Nördlingen spowodowała zaniechanie planów utworzenia konfederacji protestantów pod przywództwem Szwecji.